# Olton van Genderen

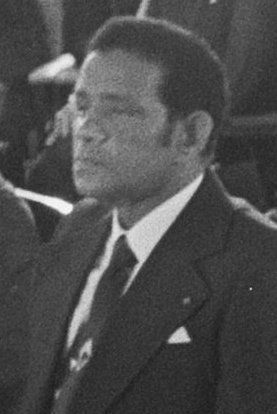
Olton van Genderen in 1975

Olton Willem van Genderen (Albina, 17 oktober 1921 – Paramaribo, 9 november 1990) was een Surinaams politicus.

## Leven en werk
Van Genderen werd geboren in Albina. Op jonge leeftijd vertrok hij naar Paramaribo waar hij op het EBGS-internaat Saron verbleef en na de ulo op de Graaf van Zinzendorf school de mulo haalde. In 1942 begon hij zijn carrière op het departement van onderwijs waar hij onder ander als schrijver werkte. Later behaalde hij het toelatingsexamen van de douane in Suriname en werkte in verschillende posities bij de dienst der Invoerrechten en Accijnzen. Rond 1954 studeerde hij in Nederland bij een beroepsopleiding tot verificateur. Verder was hij enige jaren voorzitter van de douane bond. In 1957 werd hij voorzitter van de Paranam Werknemersbond (PWB) en in ongeveer diezelfde periode werd hij voorzitter van de bond van het personeel van de Scheepvaart Maatschappij Suriname (SMS).
Na de verkiezingen van 1958 werd het net gekozen NPS-Statenlid Emile Ensberg minister waarop zijn partijgenoot Van Genderen hem opvolgde als lid van de Staten van Suriname. Daarnaast was hij vanaf 1959 werkzaam als ambtenaar op het ministerie van Sociale Zaken. In 1960 werd hij daar onderdirecteur en in 1963 directeur op dat ministerie waarmee een einde kwam aan zijn vakbondsactiviteiten. Vanaf dat jaar zou hij tot de staatsgreep in 1980 bij elke verkiezing herkozen worden tot Statenlid voor de NPS in de kieskring van het district Marowijne.
Eind 1963 liepen, toen de Ormet-affaire in de Staten behandeld werd, de gemoederen zo hoog op dat hij het Statenlid David Findlay bij het binnenlopen van de koffiekamer een klap gaf waarop een vechtpartij volgde die pas eindigde toen de politie ingreep.
Na de verkiezingen van 1967 zat de VHP niet langer in de regering en volgde Van Genderen de VHP-leider Jagernath Lachmon op als voorzitter van de Staten. Begin 1969 kwam het kabinet-Pengel II ten val waarna het voorzitterschap van de Staten werd overgedragen aan Clemens Ramkisoen Biswamitre. Datzelfde jaar werd Van Genderen NPS-fractieleider en het jaar erop partijleider van de NPS.
Na de verkiezingen van 1973 werd hij wederom voorzitter van de Staten maar twee weken later trad het kabinet-Arron I aan waarin hij minister werd van Districtsbestuur en Decentralisatie en tevens viceminister-president waardoor hij die voorzittersfunctie moest opgeven. Als minister en viceminister-president maakte hij eind 1975 het onafhankelijk worden van Suriname mee. Na de verkiezingen van 1977 kwam hij in het kabinet Arron-2 terug als minister van Binnenlandse Zaken en viceminister-president. Het ministerie van Districtsbestuur en Decentralisatie was intussen opgeheven en grotendeels opgegaan in het ministerie van Binnenlandse zaken.
Op 25 februari 1980, ongeveer een maand voor de verkiezingen, vond de Sergeantencoup plaats waarmee militairen onder leiding van Desi Bouterse aan de macht kwamen. Omdat Arron was ondergedoken, was het Van Genderen die op 26 februari samen met minister Soerdj Badrising op de televisie de machtsovername bevestigen met de verklaring:

Ter bevestiging van de volledige overname van het militair en burgerlijk machts en bestuurlijk apparaat door de Nationale Militaire Raad, roepen ondergetekenden O.W. van Genderen, vice-minister president en drs. S. Badrising, minister van justitie en politie van de regering die tot maandag 25 februari de militaire en burgerlijke leiding had van de republiek Suriname namens de regering het gehele Surinaamse volk op zich te onderwerpen aan het nieuwe gezag, opdat de zo noodzakelijke rust, orde en veiligheid gehandhaafd en gewaarborgd blijven in de republiek Suriname.

Hij is in die periode door het militair gezag vastgezet en ook mishandeld, maar kwam uiteindelijk met een geldboete vrij. Tot zijn pensionering in 1981 was hij Raadsadviseur in Algemene dienst op het ministerie van Algemene Zaken. Begin 1990 kwam hij nog in het nieuws als de 'politiek adviseur' van Ronnie Brunswijk die tijdens de Binnenlandse Oorlog leiding had gegeven aan het Junglecommando. Later dat jaar overleed hij op 69-jarige leeftijd.
Van Genderen was getrouwd met Georgetine Cornelia Kerster (1928-2011).